# Junaci Domovinskog rata
 Ovo je glavno značenje pojma Junaci Domovinskog rata. Za druga značenja pogledajte Junaci Domovinskog rata (razdvojba).
Junaci Domovinskog rata su prema umirovljenom stožernom brigadiru Anti Kotromanoviću sudionici Domovinskog rata koji su svojim doprinosom, hrabrošću, iznimnim pothvatima, junačkim djelima na bojišnici, te časnim ponašanjem stvarali i štitili ugled hrvatskih vojnika i bili primjer.
Među najistaknutije poginule junake Domovinskog rata spadaju Blago Zadro, Andrija Andabak, Marko Babić, Goran Kliškić, Andrija Matijaš Pauk, Renato Rudić, Rudolf Perešin, Predrag Matanović, Jure Kapetanović, Nenad Režić, Zdenko Bogdan, Antun Haban, Ivica Drmić, Ivica Tomljenović, Vladimir Stojić, Hamdija Kovač i mnogi drugi.
Među živima su Ivan Mandić iz Širokog Brijega, Slavko Franc iz Virovitice, Petar Bajan iz Kijeva, Antonio Roca iz Vodica i mnogi drugi.
U Zagrebu su primjerice nazvane ulice po junacima Domovinskog rata Damiru Tomljanoviću Gavranu i Dragutinu Goliku Zmiji.
Hrvatska odličja namijenjena hrabrim ljudima i junacima su primjerice:
- Red kneza Domagoja ili
- Red Nikole Šubića Zrinskog

Posebno odličje Junak Domovinskog rata su u više navrata predložile i udruge hrvatskih branitelja koje bi se dodjeljivalo osobama koje su iskazale izuzetnu osobnu hrabrost u obrani od agresije na Hrvatsku. Do danas su državne institucije odbile te zahtjeve.
Priznanje Junak hrvatskog Domovinskog rata dosad je dodjeljivala Udruga branitelja, invalida i udovica Domovinskog rata Podravke (UBIUDR) u suradnji s drugim Udrugama proizašlim iz Domovinskog rata, a na inicijativu Mladena Pavkovića, a to su priznanje među ostalim primili: dr. Franjo Tuđman (postumno), generali Mladen Markač i Ante Gotovina, branitelj i pjevač domoljubnih pjesama Marko Perković Thompson, vukovarska ratna bolnica na čelu s dr. Vesnom Bosanac i dr. Jurjem Njavrom, Kata Šoljić, general Blago Zadro (pothumno), Marko Babić (postumno), Marijan Živković, dr. Ivan Šreter (postumno), Mile Dedaković-Jastreb i drugi.
Od 2015. godine ovo priznanje dodjeljuje Udruga hrvatskih branitelja Domovinskog rata 91. (UHBDR91.) koju također vodi Mladen Pavković.

## Vanjske poveznice
- Članak u Hrvatski Vojnik  Arhivirana inačica izvorne stranice od 18. studenoga 2009. (Wayback Machine)
- Većina u Saboru protiv odličja 'Heroj Domovinskog rata'
- Ima li Hrvatska junake Domovinskog rata?[neaktivna poveznica] - Članak u Vjesniku od 6. lipnja 2001.g.
- Zašto nema heroja Domovinskog rata?, Članak u "javno.com" od 13. studenog 2007.  Arhivirana inačica izvorne stranice od 19. ožujka 2009. (Wayback Machine)